# Manilaid
Manilaid este o insulă estonă din Golful Riga.

## Geografie
Manilaid este amplasată între insula Kihnu și peninsula Tõstamaa. Teritoriul său împreună cu insulițele vecine Sorgu și Anilaid formează satul Manija, care aparține din punct de vedere administrativ comunei Tõstamaa, comitatul Pärnu.
Manilaid este una dintre cele mai mici insule populate din Europa, dar după suprafață este pe locul doi în comitatul Pärnu, după insula Kihnu. Lungimea ei maximă este de 500 m, iar punctul său cel mai înalt se află la 5,2 m deasupra nivelului mării. În timpul furtunilor mai puternice insula poate fi inundată și împărțită în trei insule mai mici din cauza reliefului jos. Ea este acoperită de pajiști și stufăriș, fără păduri în sensul direct al cuvântului. Un singur drum traversează insula. În centrul ei se găsește cel mai important bloc eratic din comitatul Pärnu, Kokkõkivi, cu o înălțime de 3,4 m și un volum de 20 m³.
Pentru a ajunge pe Manilaid doritorii pot lua feribotul din portul Munalaiu. În timpul iernii Golful Riga îngheață și insula este conectată cu uscatul prin intermediul unui pod de gheață.

## Istorie
Insula a fost menționată în scris pentru prima dată în 1560. Acolo se creștea fân pentru conacul Poosti și uneori pe ea staționau pescarii de pe insula Kihnu. Insula este populată din 1933 când în jur de 100 de locuitori ai insulei Kihnu s-au mutat acolo cu permisiunea statului eston. În același an a fost instalat un far cu înălțimea de 8 m. Numărul populației a crescut până la circa 150 de suflete, micșorându-se treptat în perioada sovietică. La 1 ianuarie 2016 ea constituia 51 de locuitori.
În ianuarie 2005 apele au inundat aproape întreaga suprafață a insulei în urma unei furtuni puternice. Daunele au fost eventual înlăturate.

## Faună și floră
În 1991 insula a fost transformată într-o rezervație naturală. Acolo cresc 338 specii de plante, dintre care 12 sunt protejate. 81 specii de păsări cuibăresc pe Manilaid, iar din mamifere pot fi întâlnite enotul, nurca și iepurele, mai rar elanul sau mistrețul. Tot acolo s-a descoperit și o specie rară de broască râioasă.

## Galerie

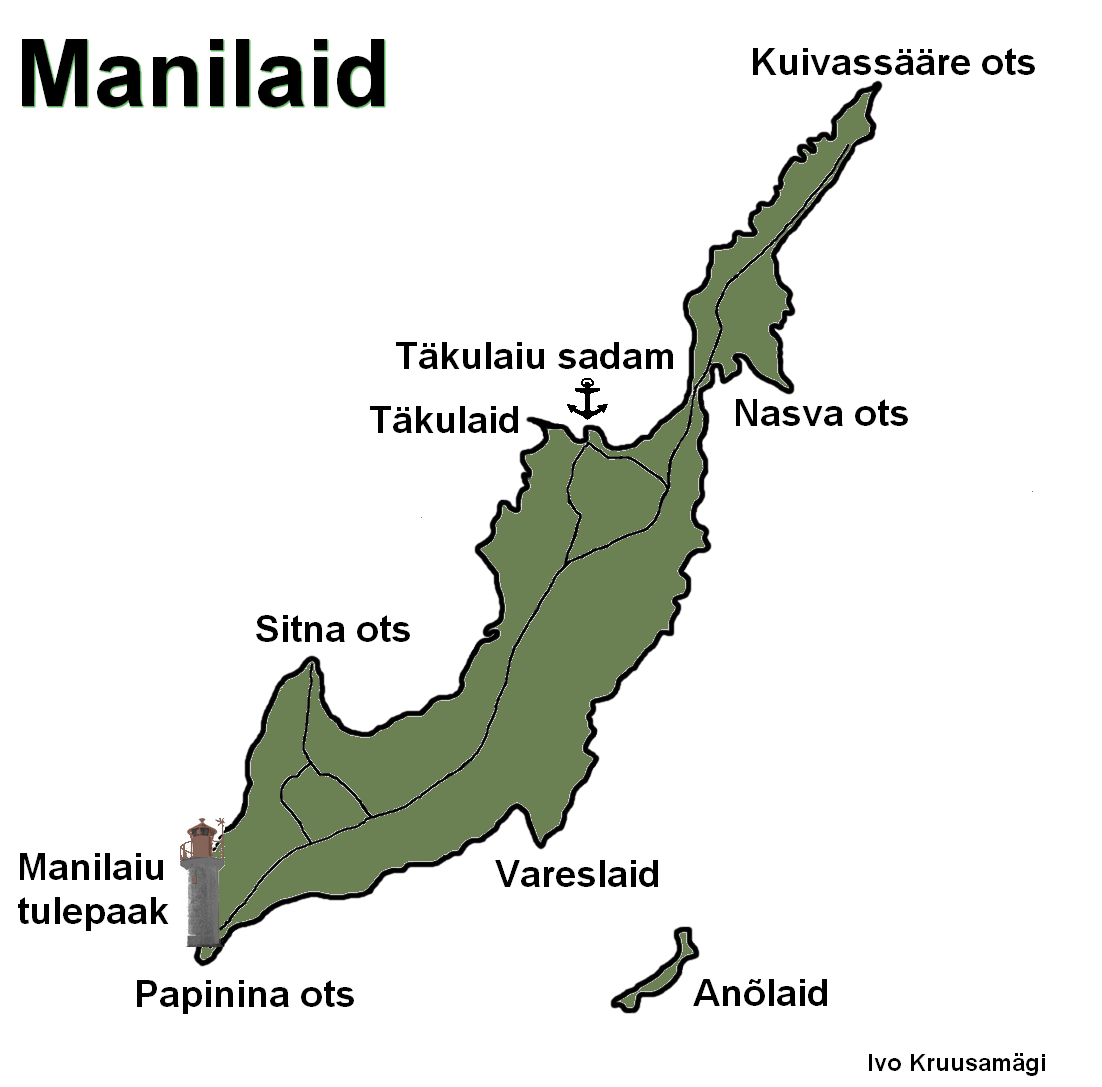
Harta insulei
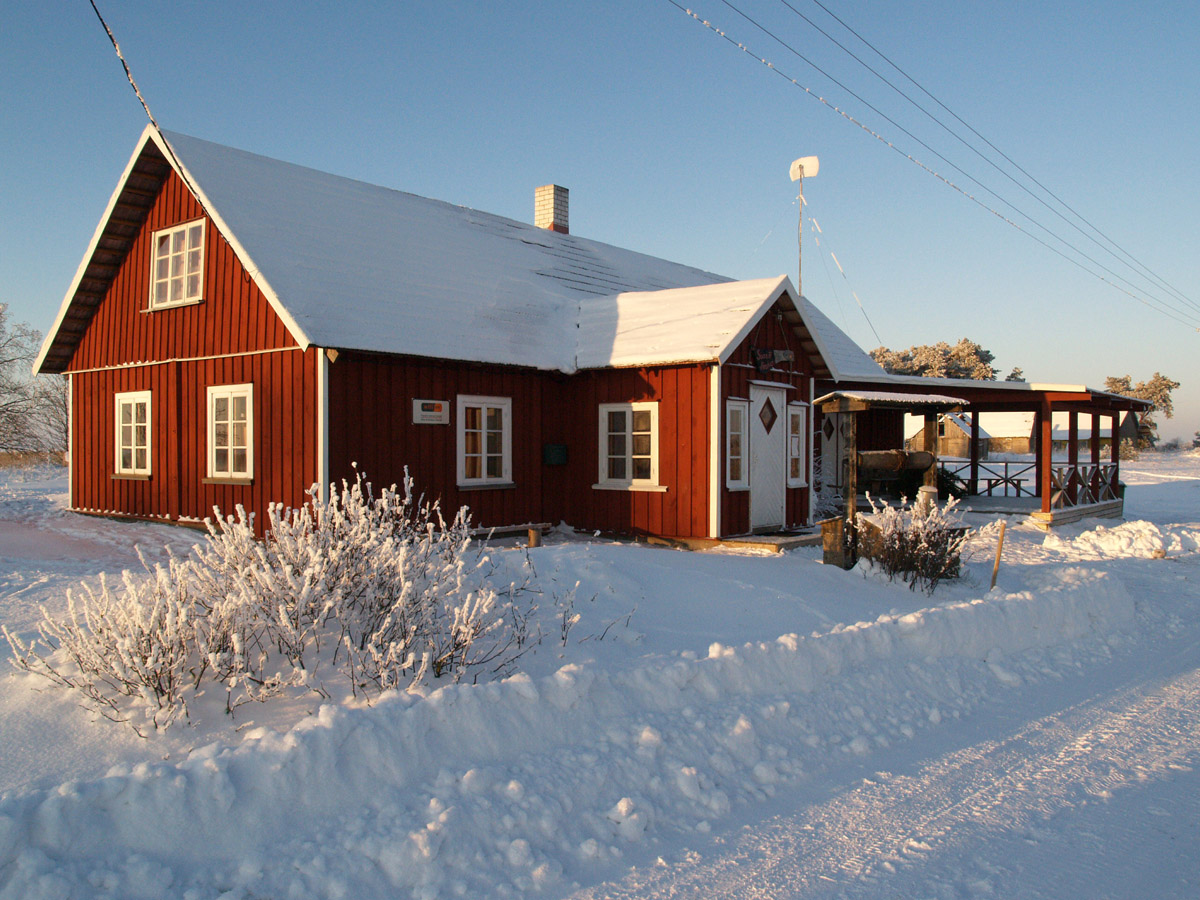
Centrul satului Manija.
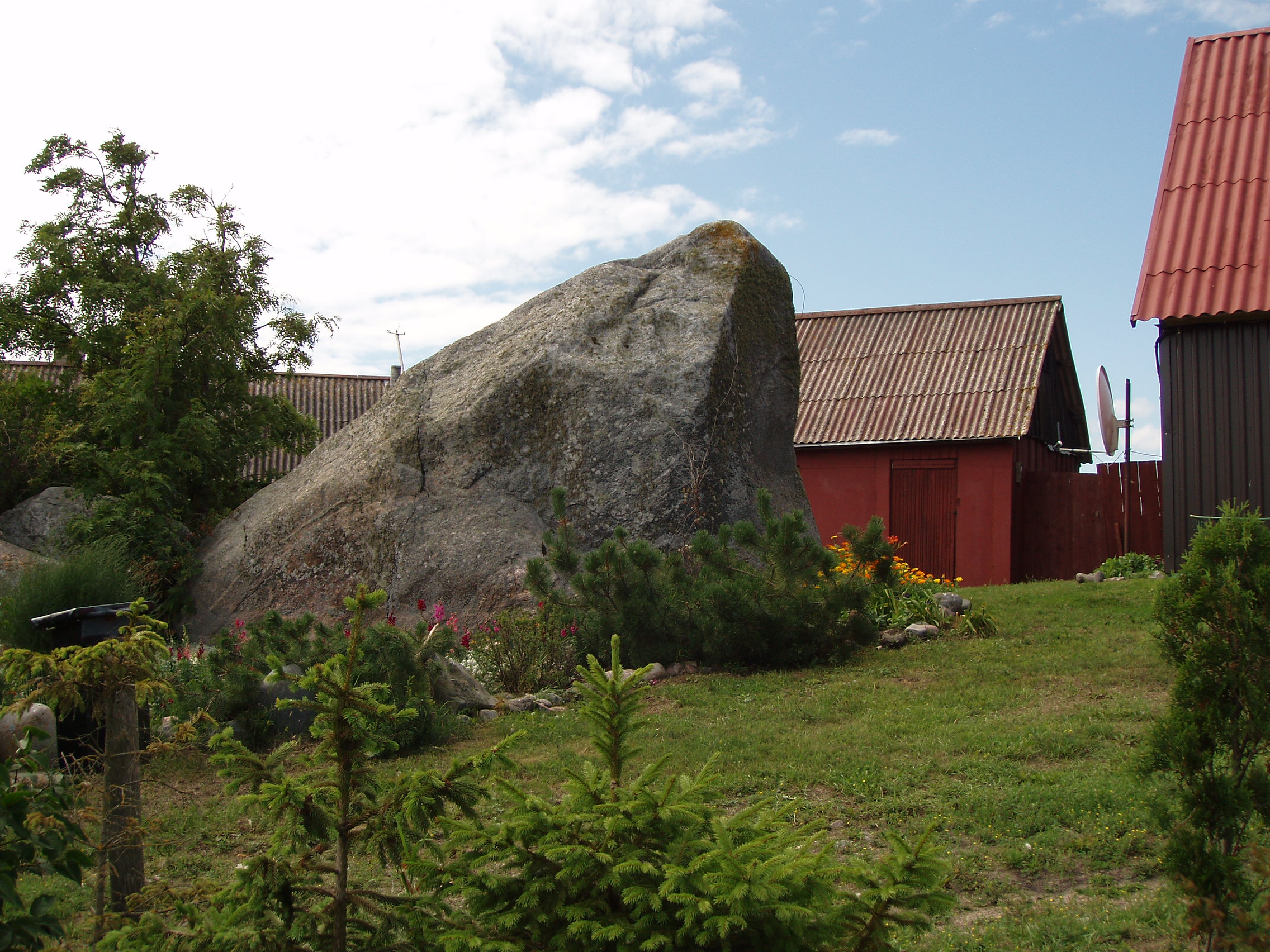
Kokkõkivi, cel mai mare bloc eratic din comitatul Pärnu.
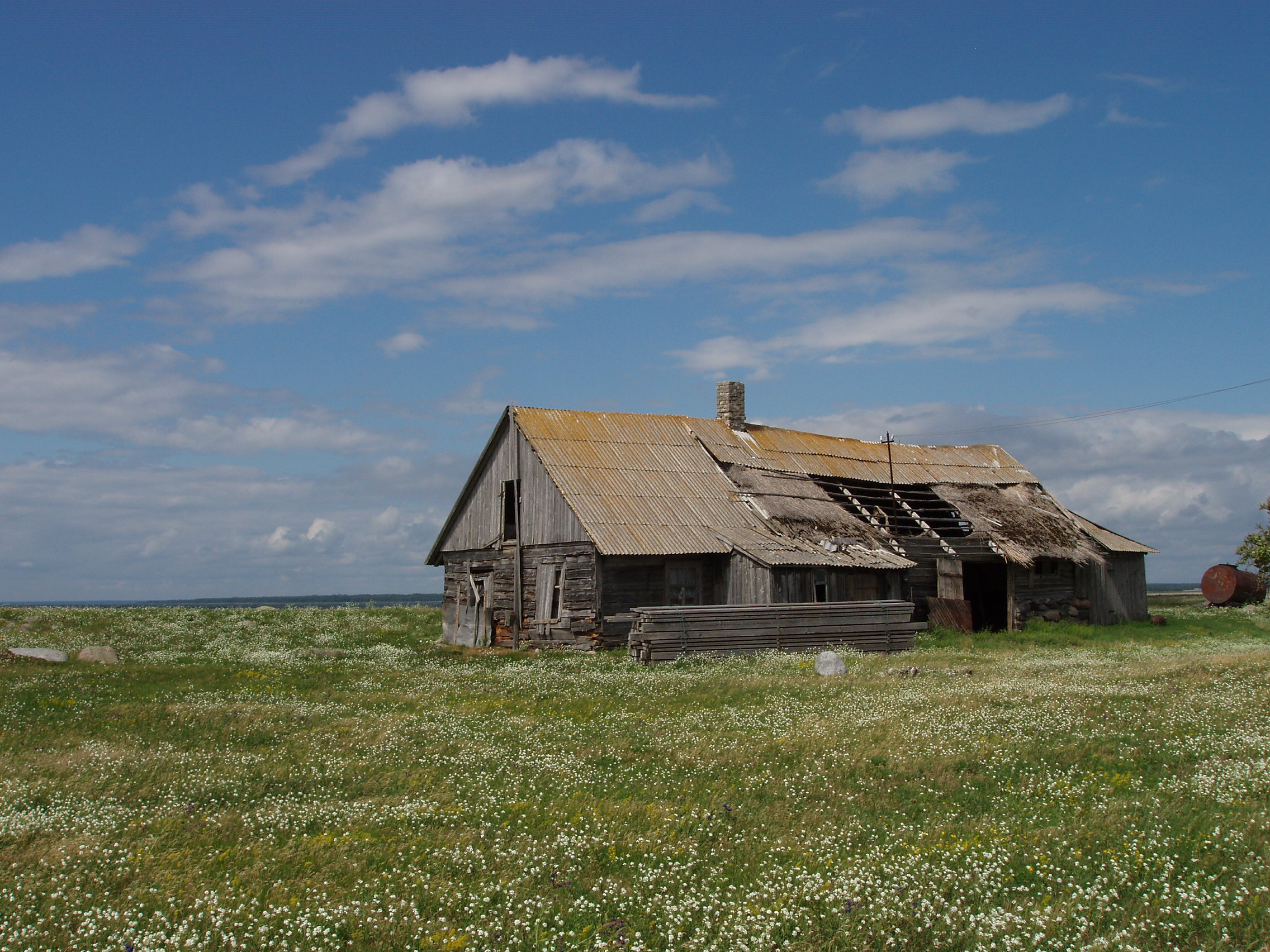
Casă abandonată
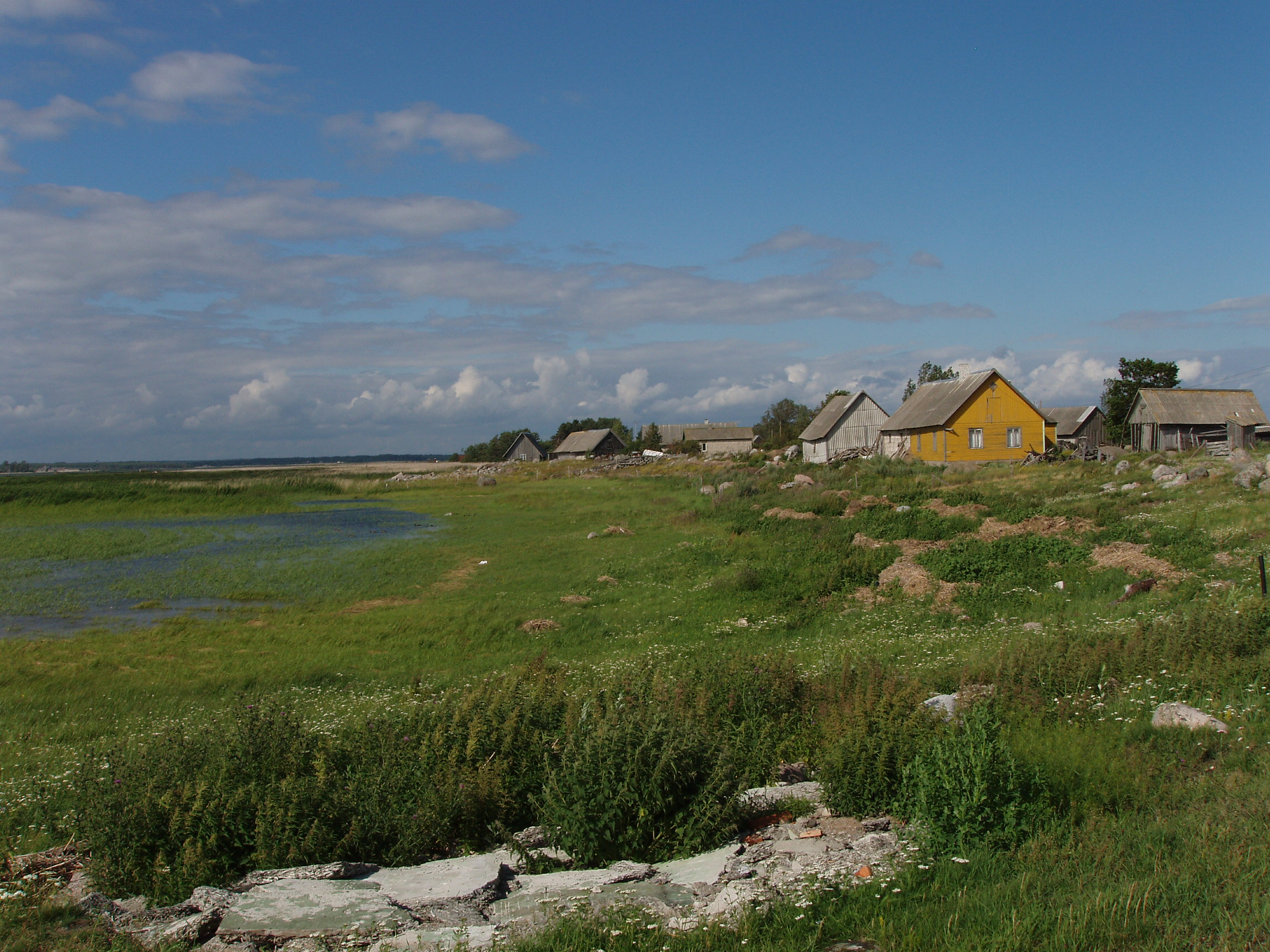
Vegetația de pe litoral